# Auguste Durand
Marie-Auguste Durand, född den 18 juli 1830 i Paris, död där den 31 maj 1909, var en fransk kompositör, musikförläggare, organist och en tid även musikkritiker.
Durand var organist i flera kyrkor i Paris och inköpte musikförlagsfirman "Flaxland" som ombildades till "Durand et Schönewerk" och blev upprinnelsen till "Durand & fils". Förlaget gav ut verk av betydande franska tonsättare, som Claude Debussy, Camille Saint-Saëns, Maurice Ravel, Paul Dukas och Édouard Lalo. År 1914 gav man ut en serie med de främsta pianoverken från 1800-talet: av Frédéric Chopin reviderade av Debussy, av Felix Mendelssohn reviderade av Ravel samt av Robert Schumann reviderade av Fauré. Förlaget svarade även för den franska utgåvan av verk av Richard Wagner. Som tonsättare komponerade Durand bland annat mässor, stycken för orgelharmonium samt sånger, till exempel den en tid allmänt sjungna Comme à vingt ans ("Som i ungdomens år"), med mera.